# Luis Caruncho
Luis María Caruncho Amat, más conocido como Luis Caruncho (La Coruña, 15 de enero de 1929-Madrid, 7 de octubre de 2016), fue un pintor, escultor y grabador español, artista multidisciplinar vinculado a la abstracción y al constructivismo.

## Biografía
Establecido en Madrid en los años 1940, mudó su inicial vocación militar por variedad de estudios técnicos y artísticos que inició: Escuela de Ingenieros Industriales, Escuela de Arquitectura, Escuela de Artes y Oficios, clases del Círculo de Bellas Artes, y otros, movido «por su atracción al diseño y la construcción», terminando su formación en arquitectura técnica y diplomándose en Historia del Arte en la universidad francesa de Aix-en-Provence. Se inició en la pintura de la mano de Daniel Vázquez Díaz aunque fue ampliando sus intereses hacia el grabado –en especial la serigrafía–, la escultura, la escenografía –teatro y ballet–, la edición de libros o la música.
Su adscripción al constructivismo lo lleva a cofundar el Grupo Ruedo Ibérico y compartió intereses, estilo y técnica con otros artistas gallegos de mediados del siglo XX como Manuel Molezún, Manuel Mampaso o José María de Labra. Junto a este último, y otros artistas de Galicia como Elena Gago, María Antonia Dans, Mercedes Ruibal, Victoria de la Fuente, Lago Rivera, Tenreiro o Alejandro González Pascual, impulsó la renovación artística durante los años cincuenta y sesenta del pasado siglo XX. Dirigió también el Centro Conde Duque de Madrid y el Museo de Arte Contemporáneo Unión Fenosa durante diez años (1995-2005).
La última exposición retrospectiva sobre su obra estando él en vida se realizó en la Galería Metro de Santiago de Compostela meses antes de fallecer. El escritor y premio Nobel de Literatura español, Camilo José Cela, señaló sobre la pintura de Caruncho que «se alimenta de ciencia y magia a partes iguales, o sea de tradición y un fuego niño, devastador y recién estrenado». La obra de Caruncho se encuentra expuesta en una treintena de museos y fue reconocido con la Medalla del Círculo de Bellas Artes y la Medalla Castelao, entre muchos premios y honores.